# 印度斯坦 (印第安納州)
印度斯坦（英語：Hindustan）是位於美國印第安納州門羅縣的一個非建制地區。該地的面積和人口皆未知。